# روبرت سيمز
روبرت سيمز (بالإنجليزية: Robert Sims)‏ هو مغني أمريكي، ولد في 10 أكتوبر 1965.

## وصلات خارجية
- روبرت سيمز على موقع ميوزك برينز (الإنجليزية)